# Lightning Rod
Linghtning Rod est un parcours de montagnes russes en bois prévu pour Dollywood, dans le Tennessee en 2016. Commercialisé comme le premier parcours de montagnes russes lancées en bois du monde, l'attraction aura pour thème les courses de voitures de type hot rod des années 1950. L'attraction conçue par Rocky Mountain Construction devrait ouvrir ses portes en mars 2016, avec une hauteur de 63 mètres, dépassant le record mondial actuel détenu par Colossos à Heide-Park à 60 mètres et devenir les montagnes russes en bois les plus rapides au monde avec une vitesse de pointe à 117 km/h.